# Карталон (сын Малха)
Карталон (VI век до н. э.) — сын Малха Карфагенского.

## Биография
После побед воинов Малха в Сицилии его сын Карталон был направлен согражданами в Тир для передачи десятой части захваченной военной добычи. Как отметил Циркин Ю. Б., эта десятина, согласно свидетельству Диодора, с давних времён вносилась карфагенянами в сокровищницу храма Мелькарта. Малх же впоследствии потерпел сокрушительное поражение в Сардинии, за что был приговорён правящими кругами на родине к изгнанию со всеми своими солдатами. Тогда они, не сумев получить себе прощения ни просьбами, ни угрозами, переправившись в Ливию, осадили Карфаген, доведя горожан до полного изнеможения.
В это время Карталон вернулся из Финикии. Малх велел ему прибыть в свой лагерь, но тот ответил, что «намерен сначала выполнить обязанности, налагаемые на него религией, а не сыновний долг частого лица». Возмущенный таким ответом полководец, тем не менее, чтобы не допустить публичного умаления делам веры, был вынужден дозволить сыну войти в город. Через несколько дней Карталон, одетый в богатое жреческое одеяние, явился к отцу и от имени народа стал просить пропустить в Карфаген обозы с продовольствием. Малх обрушился на сына с упрёками в пренебрежении к чувствам убитых горем осуждённых к изгнанию и непочитании его и как отца, и как предводителя, которому Карталон обязан своим положением. После этого по приказу отца Карталон был пригвождён к такому высокому кресту, чтобы его было видно из Карфагена. Впоследствии обвинённый в стремлении к царской власти Малх «понёс кару за двойное преступление — против сына и против родного города».
Орозий, сокративший изложение Юстина, указал, что эти события произошли во время правления персидского царя Кира. Однако некоторые исследователи отнеслись к этому утверждению с осторожностью.
По замечанию Шифмана И. Ш., в повествовании о диалоге Малха и Карталона заметны следы литературной обработки в духе древнегреческой риторики. Однако отсутствуют какие-либо данные, опровергающие сообщение античных авторов. К тому же рассказам Юстина в части, касающейся истории Карфагена, обычно присуща достаточная достоверность.